# Ostër (affluente del Sož)
L'Ostër (in russo Остёр?; in bielorusso: Асцёр) è un fiume della Russia europea, affluente di sinistra del Sož. Scorre nei rajon Počinkovskij, Roslavl'skij e Šumjačskij dell'oblast' di Smolensk (Russia), nel suo corso inferiore segna il confine con la regione di Mahilëŭ (Bielorussia).

## Descrizione
Il fiume nasce sulle alture di Smolensk nella parte sud-orientale del distretto Počinkovskij. Attraversa la città di Roslavl'. Prima della foce corre per circa 50 km lungo il confine di stato tra Russia e Bielorussia. Nel corso superiore del fiume, la pianura alluvionale è paludosa e ricca di piccoli laghi, nel corso inferiore si estende per 1,5-2 km. Ha una lunghezza di 274 km, l'area del suo bacino è di 3 490 km². La portata d'acqua media annua è di 20,8 m³/s a 36 km dalla foce. Sfocia nel Sož a 431 km dalla foce.